# Ultrawurscht
Ultrawurscht ist eine 2004 gegründete Band aus Oberösterreich und Bayern, die eine Mischung aus  Death Metal und Grindcore mit Hardcore-Einflüssen spielt. Die Band nennt ihren Musikstil „Wurschtcore“.

## Geschichte
Alle vier Bandmitglieder, außer dem Live-Gitarristen Sick Wurschtbua II, welcher erst seit Sommer 2008 bei der Band tätig ist, haben sich auf dem With-Full-Force-Festival in Deutschland getroffen. Ein Jahr nach der Gründung haben sie die Demo Wurst Case Scenario aufgenommen und selbstveröffentlicht. Alle darauf enthaltenen Songs sind auch auf ihrem ersten Studioalbum, welches den Titel Dawn of the New Sauce-Age trägt, enthalten. Auch das Debütalbum ist eine Selbstveröffentlichung der Band.
Zirka zwei Jahre später, im Jahre 2008, haben sie bei dem deutschen Label Twilight Vertrieb einen Vertrag unterzeichnet. Über Twilight Vertrieb haben sie noch im selben Jahr ihr zweites Album, Cheese Ass Built My Hot Dog (Der Titel stellt eine Parodie auf die Ministry-Single Jesus Built My Hotrod dar.) veröffentlicht.
Die Band wurde bereits für mehrere größere Festivals gebucht, darunter für das Summer Nights Open Air oder das Queen of Metal Open Air und auch für Konzerte in Rumänien.

## Diskografie
- 2005: Wurst Case Scenario (Demo, selbstveröffentlicht)
- 2006: Dawn of the New Sauce-Age (Studioalbum, selbstveröffentlicht)
- 2008: Cheese Ass Built My Hot Dog (Studioalbum, Twilight Vertrieb)